# Polyura aloranus
Polyura aloranus är en fjärilsart som beskrevs av Rothschild 1898. Polyura aloranus ingår i släktet Polyura och familjen praktfjärilar. Inga underarter finns listade i Catalogue of Life.